# 全国美人写真審査

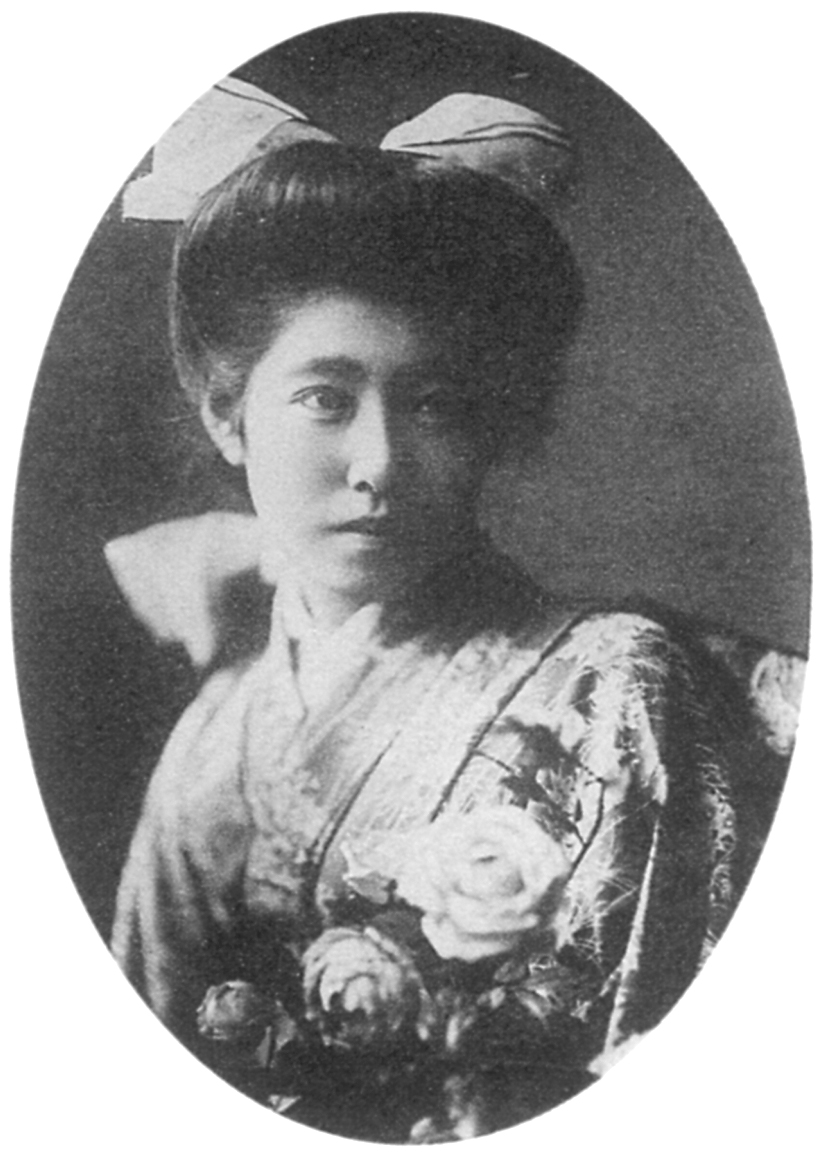
全国美人写真審査で1等に選出された末弘ヒロ子

全国美人写真審査（ぜんこくびじんしゃしんしんさ）は、1908年（明治41年）に行われた日本のミス・コンテスト。『シカゴ・トリビューン』の主催する「世界美人競争」の国内大会に当たる。
1907年7月、『時事新報』に『シカゴ・トリビューン』から「世界一の美人を決めたいので日本代表の写真を送ってほしい」という内容の電報が届く。時事新報社は大阪時事新報社と全国の地方紙に依頼して写真を集めた。参加したのは
『上毛新聞』、『河北新報』、『東北日報』、『山陽新報』、『山形新聞』、『福井新聞』、『徳島毎日新聞』、『東奥日報』、『宮崎新聞』、『因伯時報』、『福島民報』、『土陽新聞』、『静岡民友新聞』、『信濃毎日新聞』、『北國新聞』、『下野新聞』、『秋田魁新報』、『馬関毎日新聞』、『大分新聞』、『鹿児島新聞』、『近江新聞』、『岩手毎日新聞』
の22紙である（最終的に19紙に減少）。
新聞各紙は紙面を使って出場者を募ったが、なかなか思うように集まらなかった。井上章一は、多くの女性が引っ込み思案に暮らしていた時代背景と関りがあるとしている。『河北新報』では、一人の社員を募集係に任命し、社長自ら宮城県内各地の女学校を訪問して本大会のキャンペーンに努めた。
そのうちに本大会に賛同し、協賛広告を出稿したり入賞者の賞品を寄贈する者もあらわれた。賞品総額は3000円（金額は当時。以下、特に断らない限り同じ）に達した。また、募集用の写真の撮影代を割引きにする写真館（小川一真も含まれていた）もあった。最終的に全国から7000人が応募した。
1907年、一次審査として各地の審査員によって計215名が選ばれ、写真が時事新報社に集められた。一次審査の賞品は次の通り:
- 1等:18金ルビー真珠入り指輪（30円）
- 2等:18金真珠入り勝利形ブローチ（15円）
- 3等:18金結形根掛（10円）
- 4,5等:銀製鍍金草花図丸彫束髪用ピン（5円）

1908年2月29日、時事新報社で行われた二次審査で1等から12等が決定した。審査員は
岡田三郎助（洋画家）、大築千里（写真学者）、河合武雄（女形俳優）、高橋義雄（美術鑑識家）、高村光雲（彫塑家）、坪井正五郎（人類学者）、中村芝翫（女形俳優）、前川謙三（写真技師）、前田不二三（容貌研究家）、三宅秀（医学者）、三島通良（医学者）、島崎柳塢（日本画家）、新海竹太郎（彫塑家）
の13名。
- 全国1等:末弘ヒロ子 - 18金ダイヤモンド入り指輪（300円）
- 全国2等:金田ケン子 aka 金田憲子[6] - 18金梨地無双ダイヤモンド入り夫人持ち懐中時計および18金ルビー真珠入り緒しめつき首掛け鎖一揃い（150円）
- 全国3等:土屋ノブ子[7] - 18金白金製桜花に流水図透かし彫りだしダイヤモンド入り帯どめ（100円）

以上3人の写真が1908年12月、シカゴ・トリビューンに送られた。末弘ヒロ子について、世界第6位とする文献もあるが、井上章一によるとこれについて確かな根拠はない。シカゴ・トリビューン紙に写真が届いた順に
- 米国:マーガレツト・フレー
- カナダ:ヴアイオレツト・フツド
- スウェーデン:ヂエーン・ランドストロム
- 英国:アイヴイ・リリアン・クローズ
- スペイン:ドナ・ヘルス
- 日本:末弘ヒロ子

と紹介する記事はあるが、これはあくまでも写真が届いた順に列挙したものにすぎず、世界第6位を意味するのではない。
世界一の美人が実際に選出されたかどうか、井上章一は疑問視する。上述の記事によると、1909年1月（時事新報紙に電報が届いてから1年半）の段階で『シカゴ・トリビューン』に写真が届いているのは10か国だけである。いくら待っても写真が集まらないので、うやむやのうちに立ち消えになったのではないかとしている。